# Augustin Bartoloměj Hille
Augustin Bartoloměj Hille (2. prosince 1786, Velký Šenov – 26. dubna 1865, Litoměřice) byl český katolický duchovní, 11. biskup litoměřický.

## Život
Augustin Hille se narodil ve Velkém Šenově u Šluknova dne 2. prosince 1786 jako páté dítě Jana Josefa Hilleho a Marie Magdaleny rozené Paulové. V křestní matrice farnosti Velký Šenov jsou jako rodiče uvedeni Joseph Hille, Schneider (čili krejčí) a Gertruda; při křtu dostalo dítě pouze jméno Augustin. 
Po velikých obtížích se hudebně nadaný Hille stal vokalistou v pražském kostele sv. Štěpána. Na studiích se většinou vydržoval sám; získával obživu posluhami a později kondicemi. Jeho profesorem filozofie byl proslulý Bernard Bolzano. Sám si však jeho předmět neoblíbil, ale se zvláštním zájmem studoval soukromě astronomii. Bolzano jej chtěl získat pro pražskou arcidiecézi. Vstoupil do semináře v Litoměřicích a získal pověst vzorného studenta, takže se v semináři stal prefektem. 
23. dubna 1810 ho biskup Chlumčanský vysvětil na kněze. Jako kaplan byl v roce 1810 ustanovený ve šluknovském děkanství. Povinnosti vykonával s velkým nadšením a láskou, takže si brzy získal všeobecnou oblibu. Zvlášť rád kázal a psal rozmanité články a pojednání s vysokou literární úrovní. U příležitosti tzv. reformačního jubilia v roce 1817 napsal stať, v níž propagoval myšlenku svorné spolupráce evangelíků s katolíky. Apoštolský vikář saský Dr. Schneider uznal jeho pojednání za tak zdařilé a aktuální, že ho dal bez autorova vědomí vytisknout. Brožuru s tímto pojednáním přijali katolíci i protestanti, byla několikrát vydána a přeložena do češtiny. Jméno Hille se tak stalo známým.

### Rektorem semináře
Litoměřický biskup Josef František Hurdálek hledal pro seminář vedoucí osobnost. Dlouho se nerozpakoval a povolal do Litoměřic Hilleho, který byl v roce 1821 jmenován rektorem litoměřického semináře. V únoru roku 1831 se stal rektor Hille kanovníkem litoměřické kapituly. 31. prosince 1831 jej císařem František I. jmenoval litoměřickým biskupem a 2. července 1832 byl v Římě v úřadu potvrzen papežem Řehořem XVI. Biskupské svěcení přijal 16. září 1832 na v chrámu Všech Svatých na Pražském hradě. V Litoměřicích byl intronizován 7. října 1832. 

### Biskupský úřad

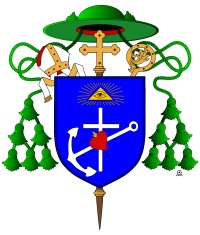
Znak biskupa Augustina Bartoloměje Hilleho

Při generálních vizitacích prošel Hille dvakrát všechny farnosti a větší místa navštívil několikrát. Dlouho vyřizoval všechna úřední akta sám, nebo většinu z nich osobně alespoň zběžně prohlédl. Teprve v roce 1858 ustanovil generálním vikářem kanovníka Václava Káru, který mu byl věrným spolupracovníkem 27 let.
Hille byl neúnavným povzbuzovatelem všeho dobrého u svého kněžstva. Kněžím doporučoval všechny prostředky zaručující rozvoj vzorného kněžského života. Sám v tomto ohledu dával kléru dobrý příklad. Doporučoval duchovní cvičení, kterých se účastnilo pravidelně 70 kněží ročně, povzbuzoval k pilnému studiu katechetiky, návštěvám nemocných a stálému studiu. Nabádal k založení diecézního teologického časopisu ještě dříve, než takový časopis začal vycházet v Linci. Vojtěch Hnojek mu zaslal první díl své liturgiky. Biskup Hille mu za odměnu věnoval 6 dukátů. Nadaného církevního historika Frinda povzbuzoval k napsání církevních dějin. Zavedl pravidelné schůze kněžstva zvané „pastorální konference“.
Zvláštní péči věnoval pomocným duchovním, kteří byli nedostatečně hmotně zajištěni. Vytvořil podpůrný fond z darů majetnějších beneficiátů, který měl těmto kněžím v nouzi pomáhat. Podobně vznikl z jeho popudu soukromý léčebný fond, který již po třech letech existence od založení disponoval částkou 660 zlatých. Zamýšlel vybudovat kněžský starobinec a vybízel duchovní, aby svými odkazy pamatovali na jeho uskutečnění.
Protože jako bývalý rektor znal dobře problematiku kněžského semináře, podnikal kroky pro jeho zlepšení. Šlo mu o to, aby litoměřické biskupství se seminářem – „srdce diecéze“, dobře fungovalo. Alumnům semináře zdůrazňoval důležitost vědecké, asketické i občanské přípravy na budoucí povolání. Vyhledával dobré profesory a postaral se o jejich lepší hmotné zabezpečení. Vypracoval nový studijní plán obdobný právě zaváděnému na teologickém učilišti v Salcburku. Ač byl ve výběru kandidátů kněžství značně náročný, míval 70 až 120 studentů. Při takové praxi vycházeli z jeho semináře kvalitní kněží. Jako univerzitní profesoři se absolventi litoměřického semináře později uplatnili: Dr. Šimůnek v Salcburku, Mayer v Praze, Zschoke ve Vídni. Ve vysokých hodnostech působili: oba Frindové (Antonín Ludvík Frind se pak stal 13. litoměřickým biskupem), královský kaplan v Drážďanech Macháček, guberniální rada Jakš.

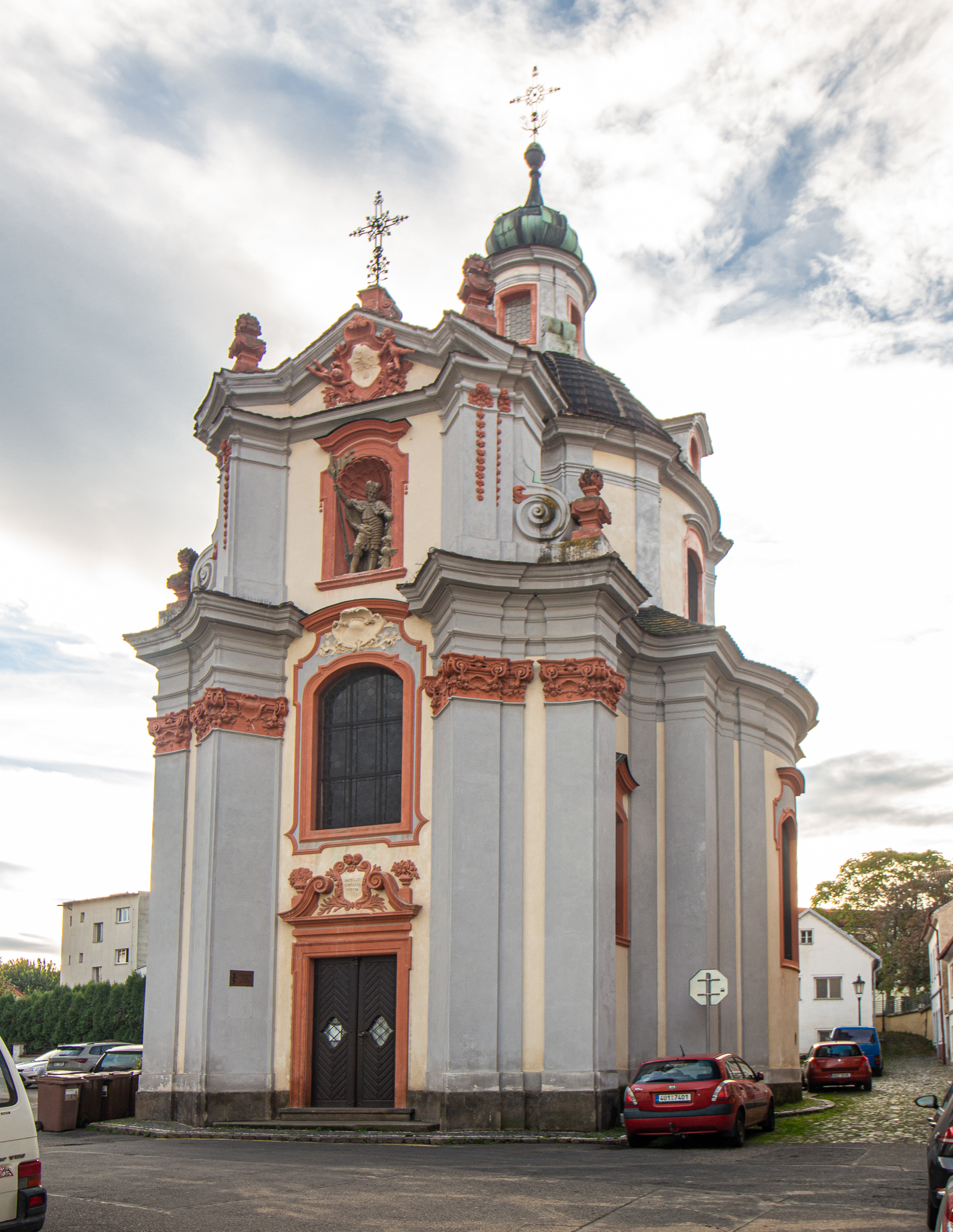
Kostel sv. Václava, pohled z věže litoměřické katedrály (architekt Octavio Broggio).

Pro zintenzivnění náboženského života v diecézi Hille nevynechal žádný dostupný prostředek. Šířil litanie v lidovém jazyce, doporučoval eucharistické pobožnosti, májové slavnosti a lidové misie. Popularitu Hilleho založila i jeho neohroženost, s jakou se ujal dělnictva v továrnách. Používal ve svých dopisech továrníkům biblickou větu: „Líto mi bylo zástupů“. V těchto dopisech továrníky vyzývá, aby s pracujícími jednali spravedlivě. Aby ukázal a zdůraznil krásu a vznešenost kněžského úřadu, uděloval svěcení na řadě míst diecéze, např. v Šenavě, v Liberci, či Oseku. Protože měl v oblibě hudbu, a sám disponoval hudebním vzděláním, angažoval se v zdokonalení církevní hudby a zpěvu. S touto snahou byla spojena péče o kostely vůbec.

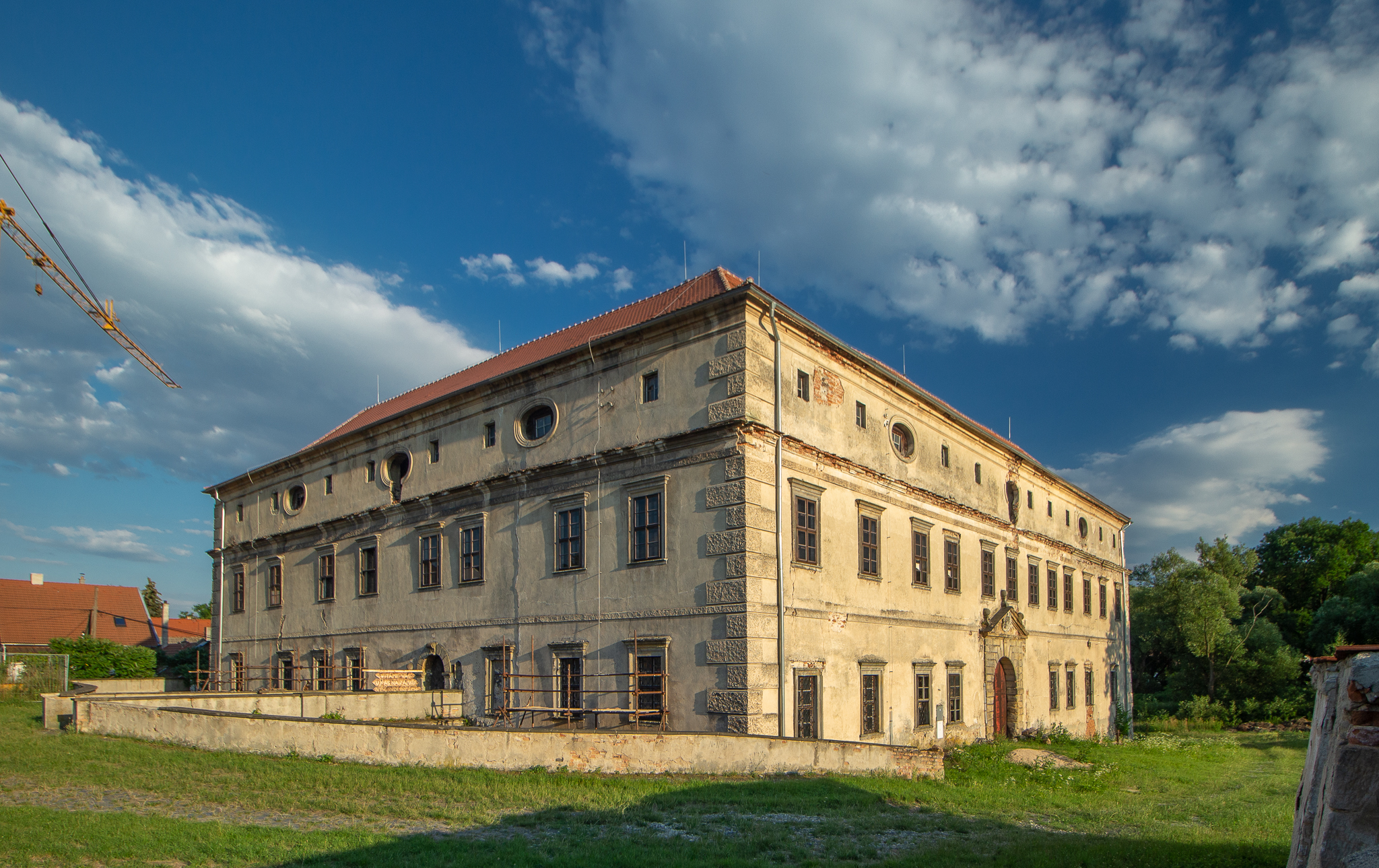
Biskupský zámek Stvolínky

V roce 1845, jakožto držitel zámku Stvolínkách, které byly biskupskou letní rezidencí, vybudoval na nedaleký hrad Ronov křížovou cestu. Na zasypaném hradním paláci dal vztyčit kříž. Nic z toho se nezachovalo.
V Litoměřicích zachránil barokní skvost Octavia Broggia, kostel sv. Václava. Ten v té době sloužil pouze jako skladiště a 28. září 1852 jej vysvětil spolu s kostelem sv. Vavřince a kaplí sv. Jana v Litoměřicích. Za jeho episkopátu vzniklo v diecézi přes třicet nových kostelů a kaplí. V roce 1850 založil tříletý ústav pro vzdělání učitelů vydržovaný většinou ze soukromých prostředků, na který však vláda přispěla ročně jen 375 zlatých. Měl záměr podobný ústav s českým vyučovacím jazykem zřídit v Mladé Boleslavi.

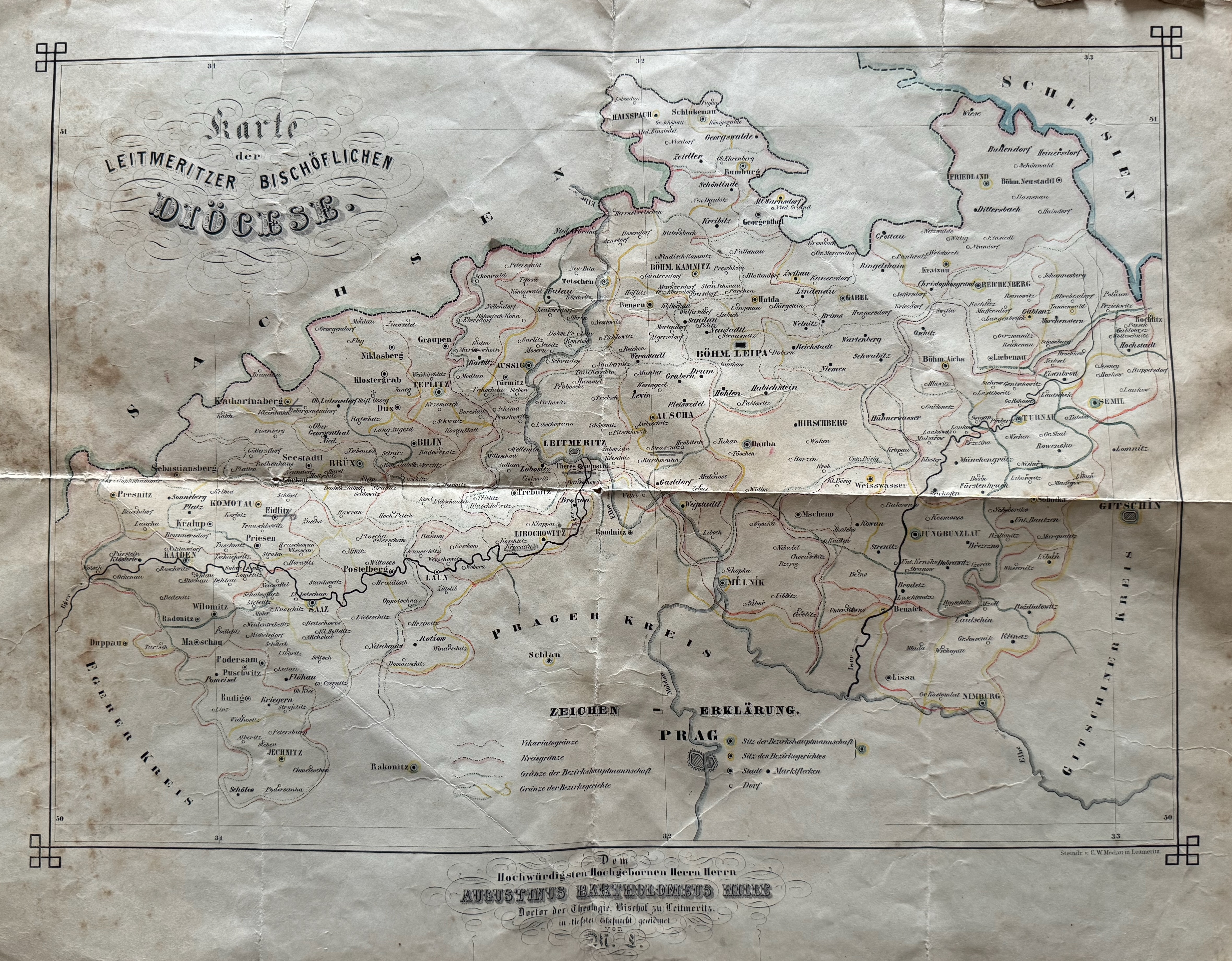
Mapa litoměřické diecéze z období biskupa Hilleho

V duchu křesťanských zásad Hille věnoval pozornost tělesně postiženým, kterým se soudobá společnost věnovala jen okrajově. Poslal do Vídně řediteli ústavu pro hluchoněmé Čechovi kněze Mareše, aby se seznámil s léčebnými a vyučovacími metodami ústavu. Potom v Litoměřicích otevřel v roce 1861 vlastní diecézní ústav pro hluchoněmé (budova na Komenského ulici č. p. 4 v Litoměřicích), zprvu jen pro 20 chovanců se dvěma odbornými učitelskými silami. V roce 1845 otevřel v Litoměřicích nemocnici s dvaceti lůžky, jejíž správu předal milosrdným sestrám. V diecézi pak díky jeho episkopátu vzniklo ještě dalších deset nemocnic.
V otázce života klášterů podnikal všechny možné nezbytné kroky, aby se mohl rozvíjet. Dal mnohým klášterům novou náplň a podnítil je k činnosti, která odpovídala jejich tradicím. Stal se generálním vizitátorem řádu cisterciáků v celé Rakouské monarchii. V poměrně krátké době jednoho měsíce prošel všechny jejich řádové domy a připravil návrhy na reorganizaci. S ostatními českými diecézními biskupy udržoval přátelské styky, zvláště měl v úctě pražského metropolitu. Tomu si dovolil zaslat i některé připomínky týkající se církevního života. V tomto smyslu stojí za zmínku, že usiloval o zřízení páté diecéze v Čechách.

## Hodnocení současníků
Pokud se týká charakterových vlastností, byl nazýván svými současníky: „Dobrý biskup Hille“. Byl znám svou podivuhodnou pracovitostí. Osobně byl prostý a pohostinný. U jeho stolu se střídali skoro pravidelně zástupci kněžstva, učitelstva, úřednictva i městské reprezentace. Návštěv používal k tomu, aby byl o životě lidí co možná všestranně nejlépe informován. Žil takřka chudě, v mnohém ohledu prostěji než běžný venkovský farář. Varoval se toho, aby při vizitacích nezatěžoval duchovenstvo. Kromě těchto vlastností byl navíc iniciativní, takže po smrti pražského arcibiskupa Aloise Josefa Schrenka byl vážným kandidátem na jeho místo. Když vlastenecký kanovník Pešina zakládal roku 1837 ústav pro vydávání českých knih, tzv. Dědictví svatojánské, byl Hille vůbec první, který zaplatil členský podíl. Byl znám jako dobrý stylista, který nemá nouzi o slovo. To dosvědčuje 130 pastýřských listů rozeslaných mezi věřící. Při oslavách pětistého výročí založení Karlovy univerzity roku 1848 byl Hille promován na čestného doktora.

## Závěr života
V roce 1860 se dožil zlatého kněžského jubilea – 50 let kněžství. Zemřel 26. dubna 1865. Byl pohřben za účasti 120 kněží na litoměřickém hřbitově vedle ostatků biskupa Kindermanna, jemuž se v mnohém podobal. Jeho srdce bylo pohřbeno samostatně ve stříbrné schránce do pilíře katedrály sv. Štěpána v Litoměřicích u oltáře Nejsvětější svátosti. Místo uložení jeho srdce je označeno mramorovou deskou s nápisem: „Vixit orans, laborans, vigilans dictus pater pauperum“. Lidé na něho dlouho vzpomínali. Celých deset let byl jeho hrob denně pokrýván věnci a čerstvými květinami. Teprve až zemřeli jeho současníci, ustávaly tyto projevy úcty, lásky a vděčnosti.